# Faulk megye
Faulk megye az Amerikai Egyesült Államokban, azon belül Dél-Dakota államban található. Megyeszékhelye és legnagyobb városa Faulkton. Lakosainak száma 2125 fő (2020. április 1.). Faulk megye Edmunds, Spink, Hand, Hyde, Potter és Brown megyékkel határos.

## Népesség
A megye népességének változása:
| Lakosok száma | 2367 | 2370 | 2377 | 2386 | 2337 | 2125 |
|               | 2010 | 2011 | 2012 | 2013 | 2015 | 2020 |